# Empire Earth III
Empire Earth III est un jeu vidéo de stratégie en temps réel sur PC développé par Mad Doc Software et sorti en 2007. Il permet des affrontements entre trois factions sur une longue période de temps (Antiquité, Moyen Âge, coloniale, moderne et futuriste).

## Accueil
| Empire Earth III      |      |       |
| Média                 | Pays | Notes |
| Canard PC             | FR   | 4/10  |
| GameSpot              | US   | 35 %  |
| IGN                   | US   | 54 %  |
| Jeuxvideo.com         | FR   | 13/20 |
| Joystick              | FR   | 3/10  |
| Compilations de notes |      |       |
| Metacritic            | US   | 50 %  |